# Marko Došen
Marko Došen (Mušaluk kraj Gospića, 7. srpnja 1859. – Zagreb, 7. rujna 1944.) – hrvatski političar i publicist.  
Završio je osnovnu školu u Lici kao odličan učenik, dok gimnaziju u Bjelovaru gdje i maturira sa odličnim 1878. godine. Nakon gimnazije u Zagrebu upisuje Visoku komercijalnu (trgovačku) školu, gdje diplomira (1882) i doktorira (1890). Politikom se počeo baviti 1880-ih kao student u Stranci prava. Stoga ga stranka  po kraju doktorata (kao jednog od najškolovanijeg člana) šalje na poslanički zadatak u Rusko Carstvo, gdje se sprijateljio s ruskim povjesničarem M. Filipovnom. Kroz zajednički i rad s M. Filipovnom objavljuje povijesno-političku knjigu "Hrvati i njihova borba s Austrijom". Nakon povratka u domovinu u Gospiću otvara trgovinu, no nastavlja s radom u Stanci prava i objavljuje nekoliko članaka u novinama "Hrvat" i "Starčević"  (1894.-1904.). 
Godine 1913. biva izabran za saborskog zastupnika u Karlobagu. Nedugo nakon osnivanja Kraljevine SHS prihvaća Radićev nauk i priključuje se HRSS-u, no 1925. se razišao sa strankom (zbog Radićevog kompromisa sa vladom u Beogradu). Zbog toga nakon objavljivanja Šestosiječanjske diktature 1929. godine priključuje se ustaškoj organizaciji (UHRU-u). Stoga 1932. uz A. Artukovića pomaže u organizaciji Velebitskog ustanka, no nakon njenog neslavnog kraja bježi iz domovine i u emigraciji usko surađuje sa  A. Pavelićem.
Nakon proglašenja NDH-a vratio se u Hrvatsku i 1942. postao predsjednikom obnovljenog Hrvatskog državnog sabora. Usprkos poodmakloj dobi i teškoj bolesti predvodi skupinu saborskih zastupnika, koja je 30. studenog 1942. predala Anti Paveliću poduži memorandum, koji sadrži ozbiljnu kritiku vanjske i unutarnje politike NDH. U memorandumu se kritiziraju Rimski ugovori i demografsko uništenje hrvatskog naroda u Dalmaciji, zahtijeva se rješenje pitanja Dalmacije i Hrvatskog primorja, upozorava se na korupciju i nestručnost u upravi, na nezakonite postupke u logorima i opći osjećaj pravne nesigurnosti. Zahtijeva se reorganizacija i novi saziv Sabora, poboljšanje stanja u upravi i vojsci, puštanje iz logora svih koji su tamo neopravdano zatočeni i zatvaranje samo na temelju redovnog sudskog postupka. Reakcija je brzo uslijedila, u prosincu, Sabor je raspušten, ali je Marko Došen i dalje ostao na čelu njegova Predsjedništva. Godine 1944. imenovan je hrvatskim vitezom. Umro je u rujnu 1944. u 85. godini života. Pokopan je na Mirogoju uz najviše vojne i državničke počasti.
Otac je Ante Došena, hrvatskog časnika i novinskog urednika.